# Brookfield (Lancashire)
Brookfield – dzielnica miasta Preston, w Anglii, w Lancashire, w dystrykcie Preston. W 2011 roku dzielnica liczyła 7301 mieszkańców.